# Lispocephala seminigra
Lispocephala seminigra este o specie de muște din genul Lispocephala, familia Muscidae. A fost descrisă pentru prima dată de Grimshaw în anul 1901. Conform Catalogue of Life specia Lispocephala seminigra nu are subspecii cunoscute.